# Buckland (Buckinghamshire)
Buckland – wieś w Anglii, w hrabstwie Buckinghamshire, w dystrykcie (unitary authority) Buckinghamshire. Leży 53 km na północny zachód od centrum Londynu. W 2011 miejscowość liczyła 713 mieszkańców.